# لیدیا کاوینا
لیدیا کاوینا (Лидия Евгеньевна Кавина؛ زادهٔ ۸ سپتامبر ۱۹۶۷) نوازنده ترمین و آهنگساز اهل روسیه است. او کوچکترین خواهرزادهٔ لئون ترمین است و برجسته‌ترین نوازندهٔ ساز ابداعی او در حال حاضر به‌شمار می‌رود.